# Giovanni Ceva

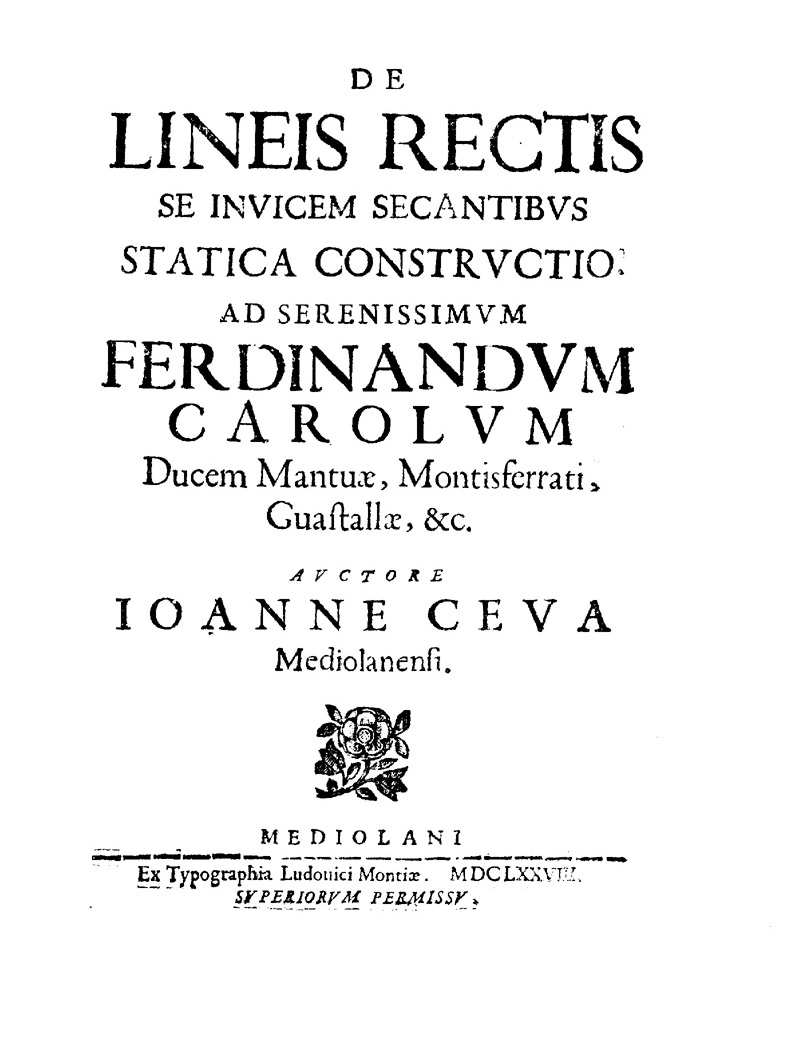
De lineis rectis se invicem secantibus statica constructio, 1678

Giovanni Ceva (ur. 7 grudnia 1647 w Mediolanie, zm. 15 czerwca 1734 w Mantui) – włoski matematyk.

## Życiorys
Studiował w kolegium jezuickim w Mediolanie, a następnie na uniwersytecie w Pizie. Tam też wykładał aż do 1686 r., gdy został profesorem matematyki na uniwersytecie w Mantui.
Matematyczne zainteresowania Cevy skupiały się na geometrii. W 1678 r. opublikował odkryte przez siebie twierdzenie, zwane dziś twierdzeniem Cevy. Było to jedno z największych odkryć w dziedzinie geometrii euklidesowej od czasów starożytnych.
Ceva odkrył również i opublikował zapomniane twierdzenie Menelaosa. Inne jego prace dotyczą mechaniki, statyki, hydrauliki i ekonomii. Opublikowana w 1711 r. De Re Nummeraria była jedną z pierwszych książek poświęconych ekonomii matematycznej. Ceva analizował w niej warunki równowagi systemu monetarnego niewielkiego państwa.
Jego brat, jezuita Tommaso Ceva, również był matematykiem.

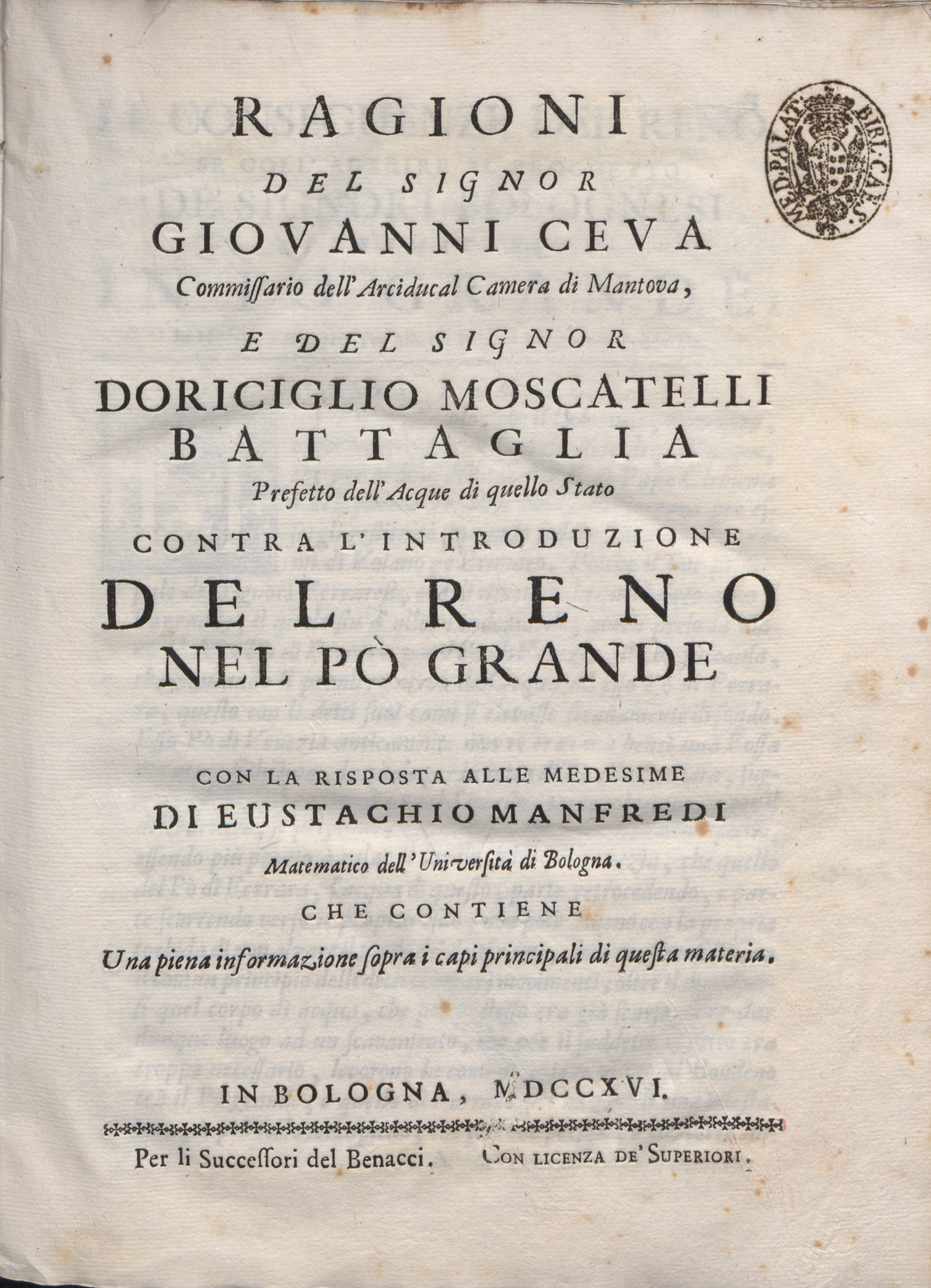
Ragioni [...] contra l'introduzione del Reno nel Pò, 1716
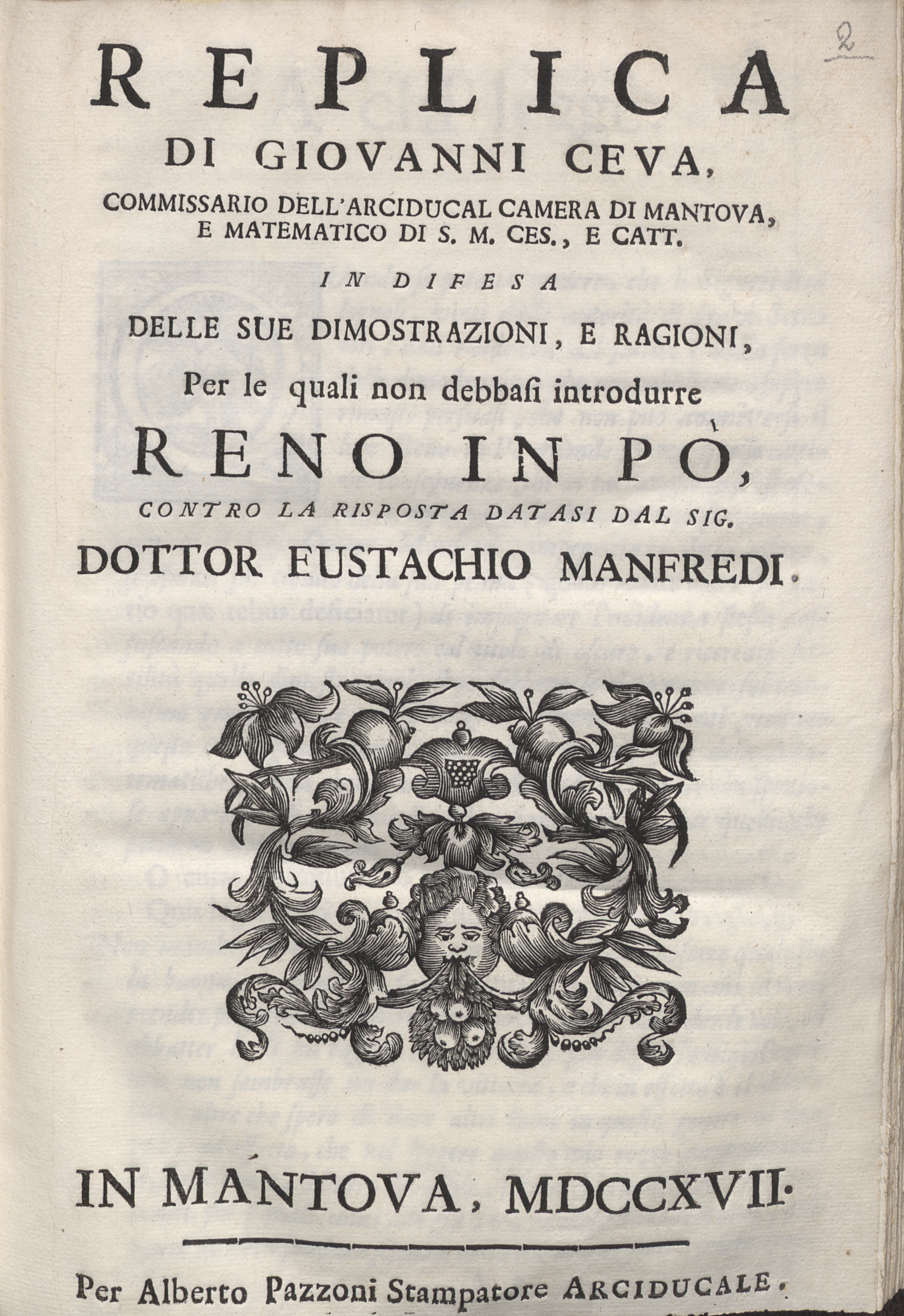
Replica [...] in difesa delle sue dimostrazioni, e ragioni per la quali non debbasi introdurre Reno in Po, 1717